# Gulnackad visslare
Gulnackad visslare (Pachycephala schlegelii) är en fågel i familjen visslare inom ordningen tättingar.

## Utseende och läte
Gulnackad visslare är en medelstor tätting. Honan är övervägande olivgrön med gult på buken, mörkgrått huvud och ljusgrå streckad strupe. Hanen har svart på huvud och bröst, vit strupe, en gul fläck i nacken som gett arten dess namn och gul undersida. Jämfört med andra liknande visslare har hanen orangefärgad anstrykning på nedre delen av bröstet. Honan liknar gråstrupig visslare, men har olivgrönt snarare än grått bröst. Lätet består av ett stigande strävt ljud följt av tre till fyra explosiva "whip!".

## Utbredning och systematik
Gulnackad visslare förekommer på Nya Guinea och delas in i tre underarter med följande utbredning:
- Pachycephala schlegelii schlegelii – Vogelkop- och Wandammenbergen
- Pachycephala schlegelii obscurior – bergstrakter på centrala och östra Nya Guinea
- Pachycephala schlegelii cyclopum – Cyklopbergen

Underarten cyclopum inkluderas ofta i nominatformen.

## Status och hot
Arten har ett stort utbredningsområde, men tros minska i antal, dock inte tillräckligt kraftigt för att den ska betraktas som hotad. Internationella naturvårdsunionen IUCN listar arten som livskraftig (LC).

## Namn
Fågelns vetenskapliga artnamn hedrar den tyske ornitologen Hermann Schlegel (1804–1884).